# اينار هارايد (سياسي)
اينار هارايد هو رائد أعمال وسياسي نرويجي، ولد في 24 أكتوبر 1899 في أوليسوند في النرويج، وتوفي في 7 أبريل 1983 في Hareid ‏ في النرويج. نشط حزبياً في الحزب الديمقراطي المسيحي.

## مناصب
- انتخب زعيم حزب الحزب الديمقراطي المسيحي (1955 – 1967).
- انتخب عضو برلمان النرويج  [لغات أخرى]‏ عن دائرة Møre og Romsdal (Storting constituency) [الإنجليزية]‏ وقد انضم خلال فترته النيابية ‏ (1961 – 1965) للكتلة البرلمانية الحزب الديمقراطي المسيحي.
- انتخب عضو برلمان النرويج  [لغات أخرى]‏ عن دائرة Møre og Romsdal (Storting constituency) [الإنجليزية]‏ وقد انضم خلال فترته النيابية ‏ (1958 – 1961) للكتلة البرلمانية الحزب الديمقراطي المسيحي.
- انتخب عضو برلمان النرويج  [لغات أخرى]‏ عن دائرة Møre og Romsdal (Storting constituency) [الإنجليزية]‏ وقد انضم خلال فترته النيابية ‏ (1954 – 1957) للكتلة البرلمانية الحزب الديمقراطي المسيحي.
- انتخب عضو برلمان النرويج  [لغات أخرى]‏ عن دائرة Møre og Romsdal (Storting constituency) [الإنجليزية]‏ وقد انضم خلال فترته النيابية ‏ (1950 – 1953) للكتلة البرلمانية الحزب الديمقراطي المسيحي.
- انتخب عضو برلمان النرويج  [لغات أخرى]‏ عن دائرة Møre og Romsdal (Storting constituency) [الإنجليزية]‏ وقد انضم خلال فترته النيابية ‏ (1945 – 1949) للكتلة البرلمانية الحزب الديمقراطي المسيحي.